# 扶桑

扶桑国

扶桑（ふそう、扶木・扶桑木・扶桑樹とも）は、中国伝説で東方の果てにあるとされる巨木である。
その巨木の生えている土地は扶桑国と呼ばれる。後世、扶桑・扶桑国は、中国における日本の異称となったが、それを受けて日本でも自国を扶桑国と呼ぶことがある。例えば『扶桑略記』は平安時代の私撰歴史書の一つである。

扶桑図

## 概説
古くは『山海経』に見られるように、はるか東海上に立つ伝説上の巨木であり、そこから太陽が昇るとされていた。太陽や天地にまつわる巨木としては若木や建木などが共に記述として残されている。
古代、東洋の人々は、不老不死の仙人が棲むというユートピア「仙境＝蓬萊山・崑崙山」にあこがれ、同時に、太陽が毎朝若々しく再生してくるという生命の樹「扶桑樹」にあやかろうとした。「蓬莱山」と「扶桑樹」は、古代の神仙思想が育んできた幻想である。海東のかなたには、亀の背に乗った「壺型の蓬莱山」が浮ぶ。海東の谷間には、太陽が昇る「巨大な扶桑樹」がそびえる。古代の人々は「蓬莱山に棲む仙人のように長生きし、扶桑樹に昇る太陽のように若返りたい」と強く願い、蓬莱山と扶桑樹への憧憬を募らせてきたという。
のち、『梁書』が出て以降は、東海上に実在する島国と考えられるようになった。実在の島国とされる場合、扶桑の木は特に巨木というわけではなく「その国では扶桑の木が多い」という話に代替されており、この場合の「扶桑」とは実在のどの植物のことかをめぐって一つの論点となる（後述）。
国号としての「扶桑国」は、尊称とする説がある。

## 文献

### 山海経
『山海経』によると、東方の海中に黒歯国があり、その北に扶桑という木が立っており、そこから太陽が昇るという。
烏が乗る10の太陽という話は、三足烏の神話と共通である。
黒歯国の位置については『山海経』には「青丘国」の北というのみだが、『梁書』に
とあり、日本から南に4000余里（1700km余）ということになる。が、魏志倭人伝をみると
とあり、4000余里（1700km余）というのは邪馬台国から侏儒国までの距離で、そこからさらに東南へ船で1年かかるのが黒歯国である。『梁書』は魏志倭人伝を要約する際に編集ミスを起こしているのがわかる。

### 淮南子
『淮南子』には多くの扶桑（榑桑）に関する言及が見られる。

### 史記正義
張守節『史記正義』では、
と、「海外経」（『山海経』海外4書）などから引用されている。

### 宋書
『宋書』巻22志第12楽4（楽志）「白紵舞」歌の1つで
と、対句で崑崙と対にされ地名のように扱われている。タイトルの「（白）紵」（カラムシ）というのは呉に産する織物である。

### 梁書
『梁書』によると、僧慧深（けいしん）が永元元年（499年）に扶桑という国から梁へやってきたという。扶桑の所在地については、倭国の東北7000余里（3000km余、漢代の里 ≒ 434m、以下換算にはこの値を使う）に文身国が、その東5000余里（2200km余）に大漢国があり、大漢国の東2万余里（8700km余）に扶桑がある。ただし、倭国・文身国・大漢国までについては地の文で事実として書かれているが、扶桑についてはその位置も含め、慧深の証言という形で書かれている。また、地の文の大漢国と慧深の言う大漢国が同じものかもはっきりしない。

## 植物の比定
扶桑の木を実際のクワのこととみなす場合もあるが、『梁書』の扶桑の木の説明では実際のクワとは異なっているので、これを実在の様々な植物の特徴を繋ぎあわせた架空植物とする説や、後述の扶桑国メキシコ説の場合ではトウモロコシもしくはリュウゼツランとする説がある。また愛媛県伊予市の森海岸に露出している郡中層にはメタセコイア等の多くの化石植物が含まれているが、この化石植物群は古くから扶桑木と呼ばれている。他にもハイビスカス（ブッソウゲの栽培種、中国南部原産）の別名を扶桑ともいう。

## 地理の比定

### 日本の別名とする説
日本の別称として用いた例としては、1094年の史書『扶桑略記』のタイトルの用例が見られるが、それ以前にも多くあり、最古の用例は貞観元年（859年）の例がある。日本をわざわざ扶桑という別名で呼ぶのは、外交関係ないし対外的に中国を意識した漢詩や仏教関係で使われることが多かった。
室町時代に作成された行基図（地図）には、『日本扶桑国之図』というタイトルが付されている。
平田篤胤は、その著『大扶桑國考』で、国王を意味するという「乙祁」を仁賢天皇の名とし、中国の伝説に表れる扶桑は日本のことだったとする説を唱えた。現代では宝賀寿男や大和岩雄も同様に日本の別名とする説である。

#### 関西説
赤松文之祐やいき一郎の説では、倭の五王の倭国は今の九州にあったとして、それとは別勢力である扶桑国は関西・近畿地方にあったとしている。

#### 関東説
荻生徂徠は1736年の著書『南留別志』において、「上総はかんつふさ、下総は下津房なり、安房もふさといふ字を用ゆ、古の扶桑国なるべしとみえたり」と断じ、扶桑国は房総半島とした。

#### その他の日本国内説
九州説、東海地方説（前田豊は三河説、何新は富士山説）、東北地方説、北海道説、樺太説がある。

### 日本以外とする説
北畠親房は「東海の中に扶桑の木あり。日の出所なり、と見えたり。東にあれば、よそへていへるか。此国に彼木ありといふ事聞えねば、たしかなる名にはあらざるべし」（『神皇正統記』）といい、日本と扶桑国は本来は別々の国としていた。
また1712年の類書『和漢三才図会』も「扶桑」の項で、『三才図会』からの引用（『梁書』の要約）の後、注釈で
と、日本説を否定している。

#### 北米（カナダ西部）説
フランス人東洋学者のジョゼフ・ド・ギーニュは1761年、『梁書』に書かれた距離から扶桑は太平洋の対岸だと考え、文身国は蝦夷地（北海道、千島列島、樺太）、大漢国はカムチャッカ、扶桑はカリフォルニアだとした。それを受け、18世紀のいくつかの地図では、カリフォルニアの北方、現在のブリティッシュコロンビア州（カナダ西海岸）あたりに扶桑と書かれている。

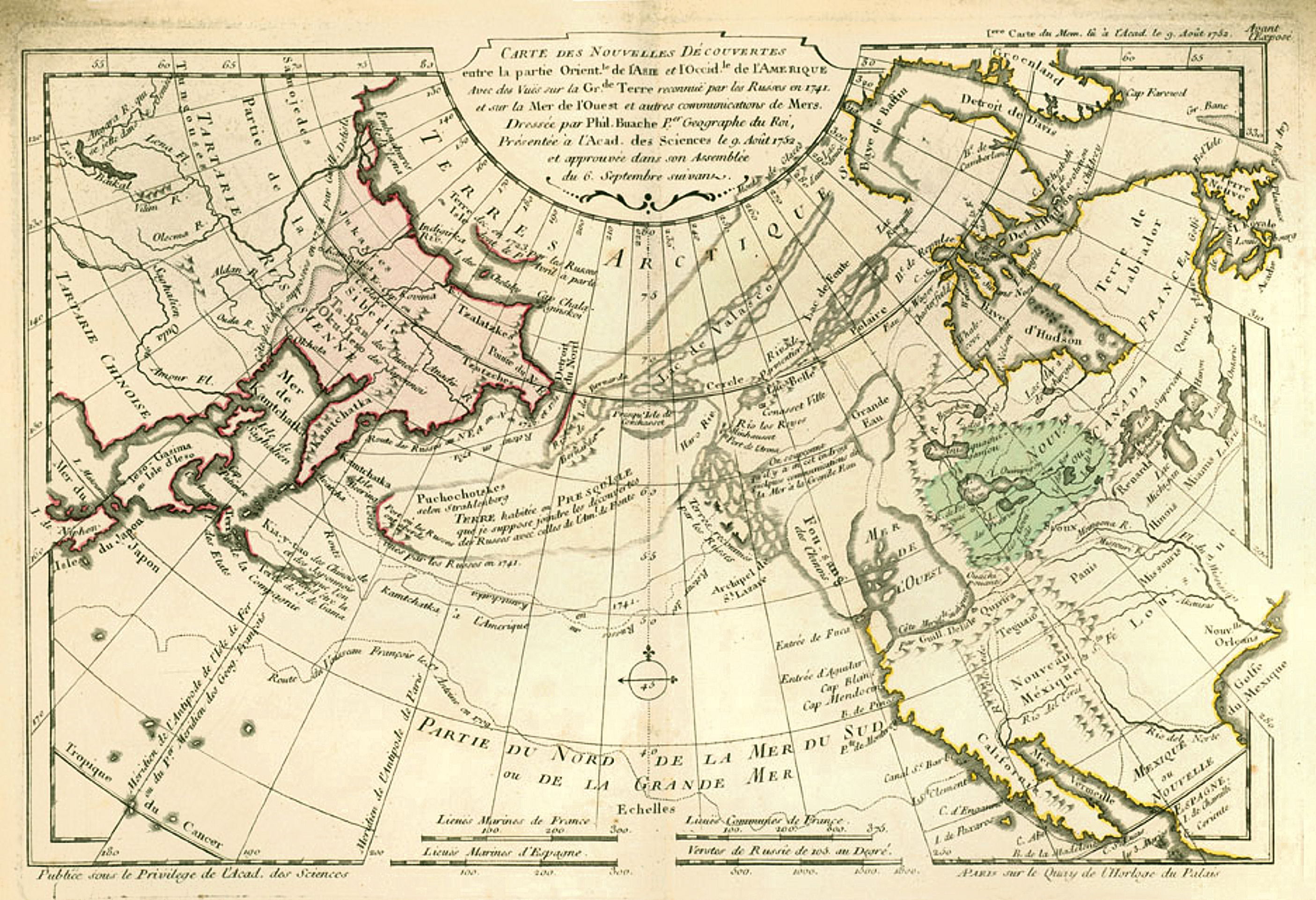
1753年フランスの地図。Fou‐sang と書かれている。
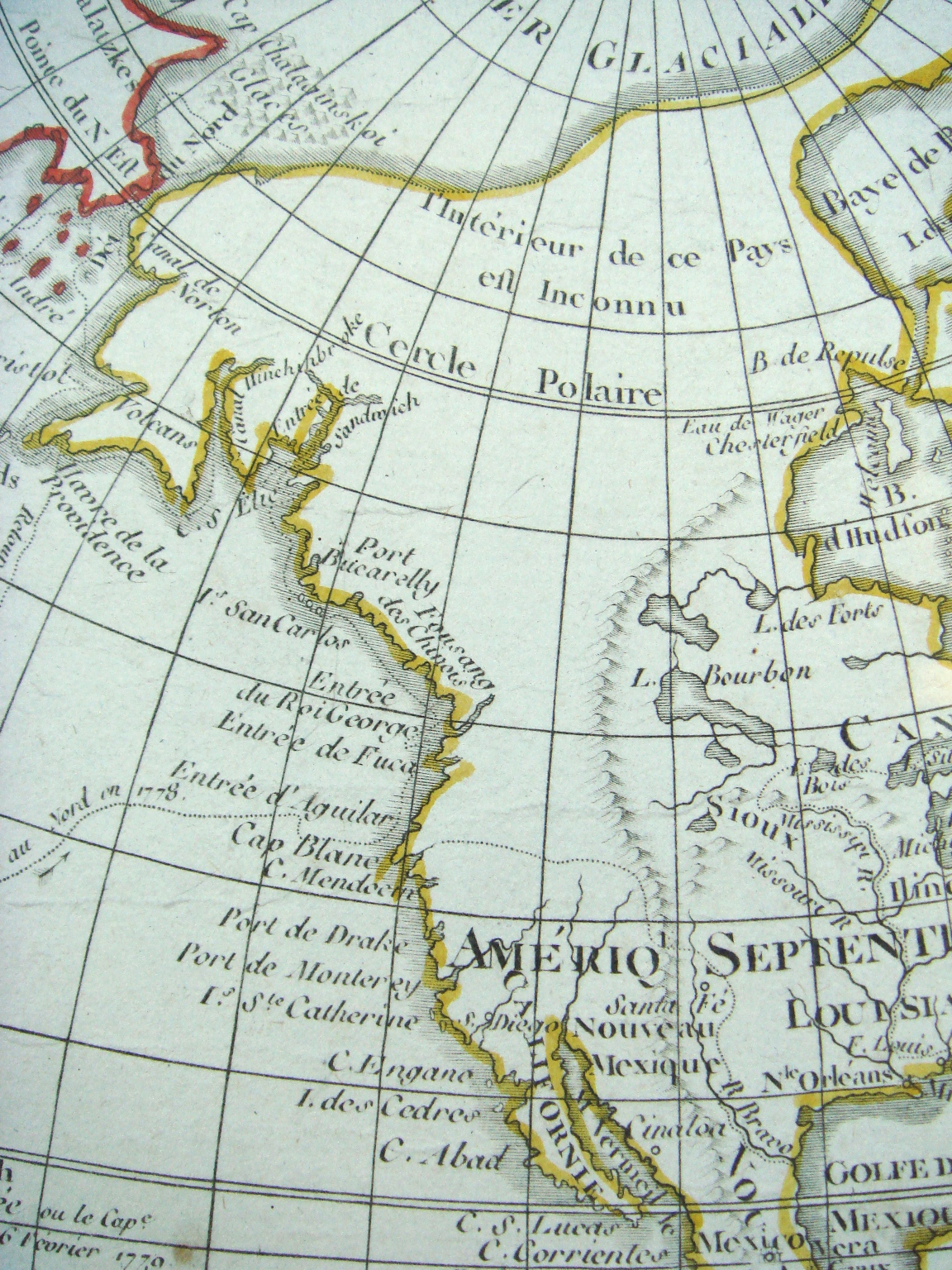
1792年フランスの地図。Fousang と書かれている。

#### 中米（メキシコ）説
ドイツ人東洋学者のカール・フリードリヒ・ノイマンは1841年、ド・ギーニュ説を修正して道程をやや伸ばし、大漢国をアラスカ、扶桑国をメキシコとした。

## 名前の転用

### フィクションにおいて
日本をモチーフにした架空の国名・地名として使われることがある。
- 戦国霊異伝（テーブルトークRPG） - 戦国時代の日本に似た和風ファンタジー世界（国家）「扶桑」が舞台。
- 扶桑武侠傳（テーブルトークRPG） - 中国風の文化が根付いた架空の日本列島「扶桑」が舞台。
- ストライクウィッチーズ（テレビアニメ、メディアミックス作品）- 大日本帝国をモチーフにした「扶桑皇国」が登場する。
- 小説「日本」人民共和国（井沢元彦の小説） - パラレルワールドで日本が現実とは異なる戦後史をたどって成立した「扶桑人民共和国」が舞台。

### 現実世界において
また、現実世界でも企業・ブランド名などをはじめこれをもととした固有名詞が存在する。
- 扶桑社
- 三菱ふそうトラック・バス
- 旧帝国海軍軍艦｢扶桑｣(初代・2代目)

なお、愛知県には「扶桑町」が存在するが、これは「桑によって扶養される町」であることから付けられたものであり、本伝承とは無関係である。